# Adelheidstraße 27 (Quedlinburg)

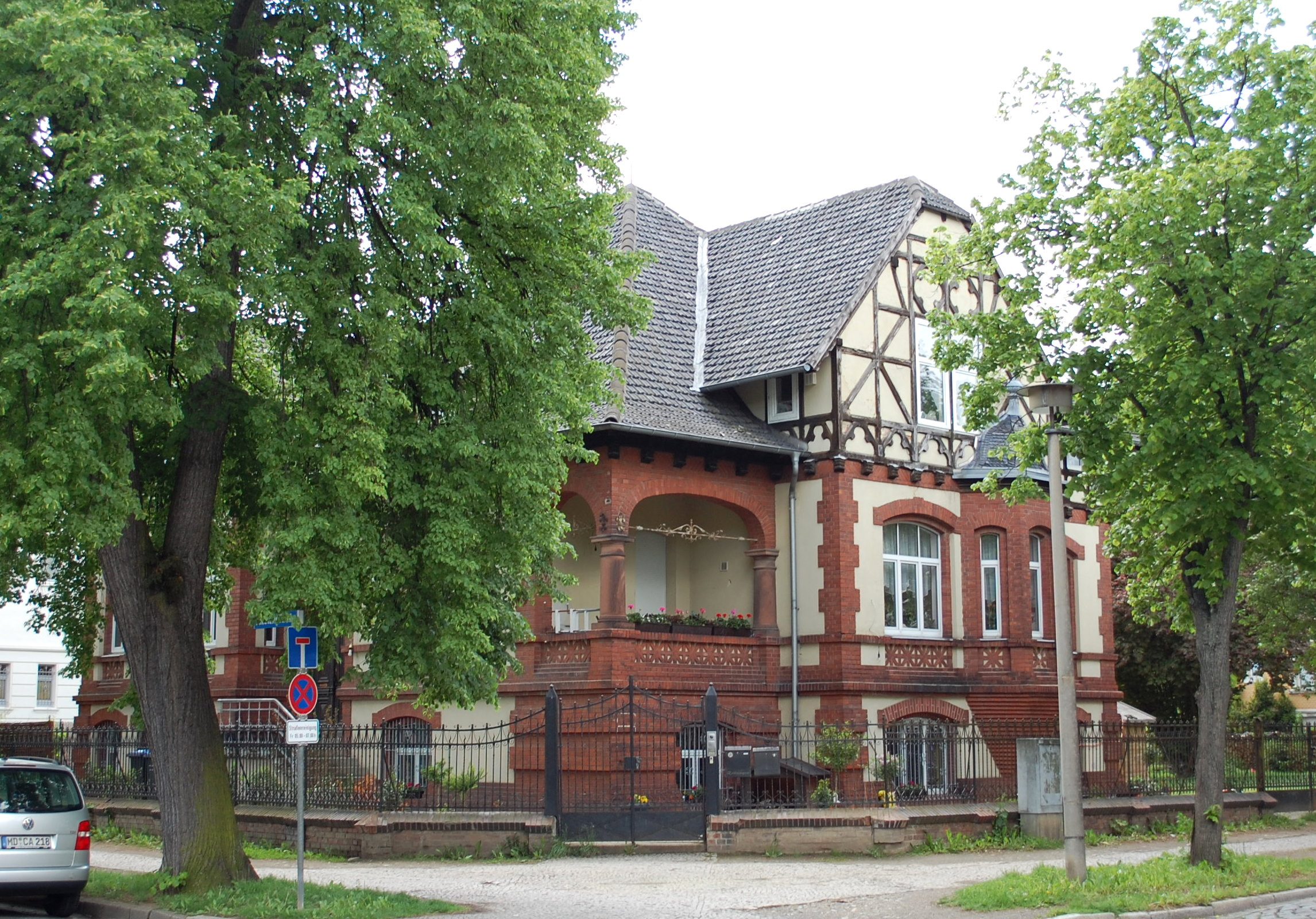
Adelheidstraße 27

Das Haus Adelheidstraße 27 ist eine denkmalgeschützte Villa in der Stadt Quedlinburg in Sachsen-Anhalt.
Die Villa befindet sich an der Einmündung der Mauerstraße in die Adelheidstraße.

## Architektur und Geschichte
Der hallesche Maurermeister Hildebrandt errichtete 1895/96 die Villa für den Rentier Wilhelm Träger.
Bei der Gestaltung des Baus orientierte man sich an der Quedlinburger Tradition des Fachwerkbaus und der Renaissance. Die Fassade ist durch Backstein-, Putzflächen und Fachwerkelemente geprägt.
Auch Einfriedung und Gartengestaltung werden als qualitätvoll beschrieben.